# Kreisklinik Hofgeismar

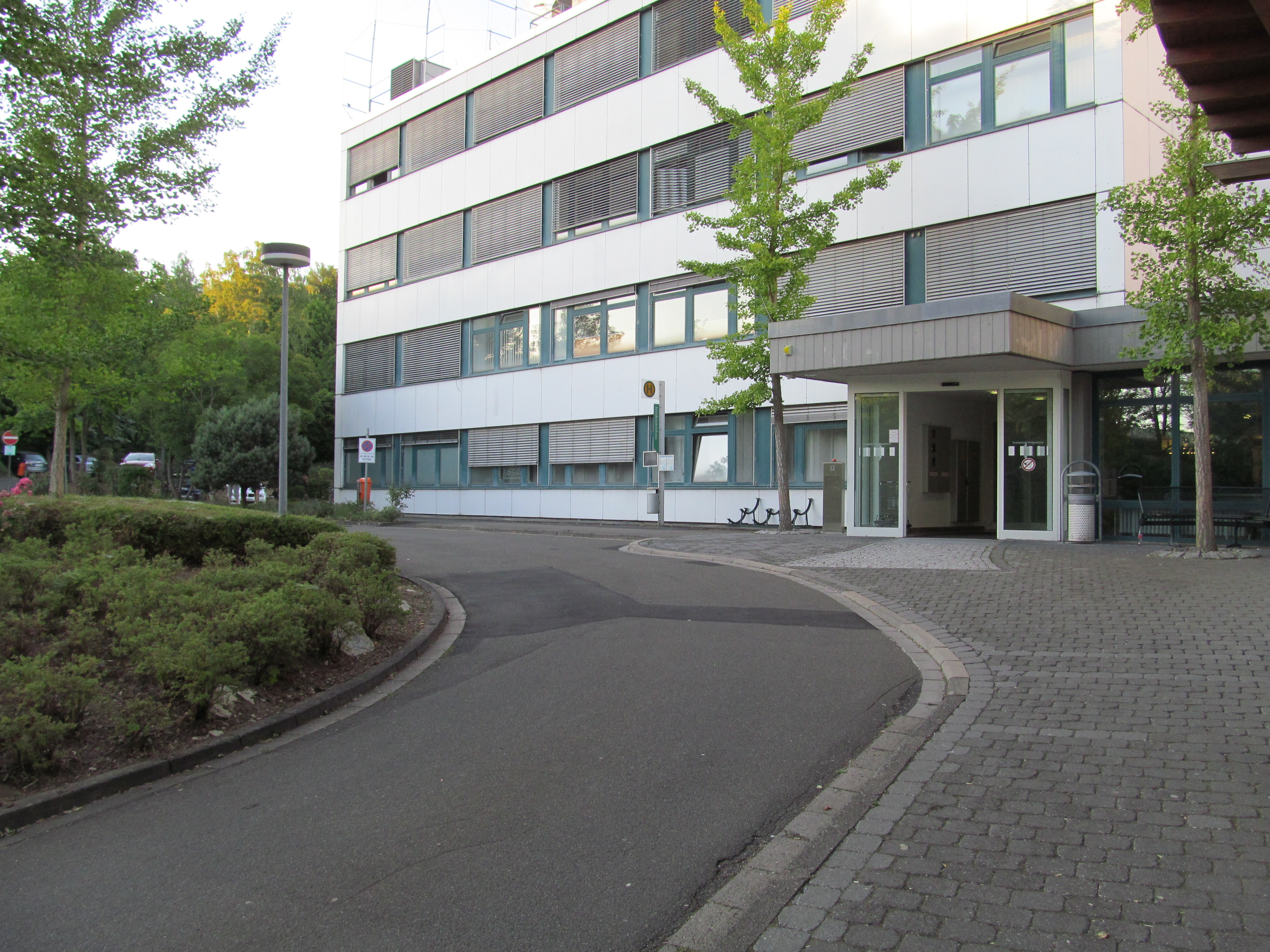
Kreisklinik Hofgeismar

Die Kreisklinik Hofgeismar ist eines von zwei Krankenhäusern in Hofgeismar im Landkreis Kassel in Hessen.

## Geschichte
Den Betrieb der Kreisklinik Hofgeismar hat die Gesundheit Nordhessen am 1. August 2020 an den Landkreis Kassel übergeben. Dieser führt die Klinik zusammen mit der Kreisklinik Wolfhagen nun im Eigenbetrieb.

## Neubau
Ende 2018 beschloss der Kasseler Kreistag, einen Klinikneubau in Hofgeismar zu errichten. Besondere Kritik in der regionalen Politik erregte dabei der Umstand, dass das für den Bau vorgesehene Grundstück an der Grebensteiner Straße nicht gekauft, sondern nur für 99 Jahre gepachtet wurde. 2019 führten Aussagen des Kasseler Bürgermeisters und Aufsichtsratsvorsitzenden der GNH, Christian Geselle, zu Unsicherheit bei Kreis und Stadt, ob der Neubau in Hofgeismar noch kommen würde. Beide verwiesen darauf, die erste Pacht für das Grundstück bereits bezahlt zu haben. Anfang 2020 meldete sich auch der Träger des anderen Krankenhauses in Hofgeismar, die Evangelische Altenhilfe Gesundbrunnen, zu Wort und bot an, ein gemeinsames regionales Gesundheitszentrum am Krähenberg in Hofgeismar zu errichten. Dem waren Sorgen ansässiger Unternehmen vorausgegangen, die durch den Klinikneubau in ihrer Gegend eine Verschärfung der Lärmvorschriften befürchteten.